# Дженніфер Ґіллом
Дженніфер Ґіллом (англ. Jennifer Gillom, 13 червня 1964) — американська баскетболістка.
Олімпійська чемпіонка 1988, 2012 років.
Переможниця Панамериканських ігор 1987 року.
Переможниця літньої універсіади 1985 року.
Чемпіонка світу 1986, 2010 років.